# Сан-Паулу-дас-Мисойнс
Сан-Паулу-дас-Мисойнс (порт. São Paulo das Missões)  —  муниципалитет в Бразилии, входит в штат Риу-Гранди-ду-Сул. Составная часть мезорегиона Северо-запад штата Риу-Гранди-ду-Сул. Входит в экономико-статистический  микрорегион Серру-Ларгу. Население составляет 6200 человек на 2006 год. Занимает площадь 223,886 км². Плотность населения — 27,7 чел./км².

## История
Город основан 6 мая 1966 года. 

## Статистика
- Валовой внутренний продукт на 2003 составляет 53.450.225,00 реалов (данные: Бразильский институт географии и статистики).
- Валовой внутренний продукт на душу населения на 2003 составляет 8.035,21 реалов (данные: Бразильский институт географии и статистики).
- Индекс развития человеческого потенциала на 2000 составляет 0,777 (данные: Программа развития ООН).

## География
Климат местности: субтропический гумидный.